# Indonesia en los Juegos Olímpicos de la Juventud 2018
Indonesia participó en los Juegos Olímpicos de la Juventud 2018 en Buenos Aires, Argentina, celebrados entre el 6 y el 18 de octubre de 2018. La delegación estuvo conformada por 17 atletas en 8 deportes. Obtuvo una medalla de bronce en las justas.

## Participantes
La siguiente es la lista con el número de participantes en los Juegos por deporte/disciplina.
| Deporte      | Masculino | Femenino | Total |
| ------------ | --------- | -------- | ----- |
| Atletismo    | 1         | 1        | 2     |
| Bádminton    | 1         | 1        | 2     |
| Baloncesto   | 0         | 4        | 4     |
| Golf         | 0         | 1        | 1     |
| Halterofilia | 0         | 1        | 1     |
| Natación     | 2         | 2        | 4     |
| Tiro         | 1         | 0        | 1     |
| Vóley Playa  | 2         | 0        | 2     |
| Total        | 7         | 10       | 17    |

## Medallero
| Medalla           | Nombre         | Deporte                | Evento        | Fecha |
| ----------------- | -------------- | ---------------------- | ------------- | ----- |
| Medalla de bronce | Nur Vinatasari | Levantamiento de pesas | 53kg femenino | 9 Oct |

### General
| Medalla | Oro | Plata | Bronce | Total |
| ------- | --- | ----- | ------ | ----- |
| Total   | 0   | 0     | 1      | 1     |